# Architecture flexible
 (janvier 2016).
Si vous disposez d'ouvrages ou d'articles de référence ou si vous connaissez des sites web de qualité traitant du thème abordé ici, merci de compléter l'article en donnant les références utiles à sa vérifiabilité et en les liant à la section « Notes et références ».
L'architecture flexible est une architecture de système d'information, centrée sur les données, conçue pour faciliter :
- les évolutions du système d'information, par assemblage, re-assemblage, ... de ses composants logiciels, mixant d'anciennes applications du patrimoine (progiciels, ...) et de nouveaux composants (micro-services, conteneurs...),
- les évolutions du Business par recomposition des chaînes de valeur et associations de partenaires.

## Composition de l'architecture
L'architecture flexible comprend :
- Les composants de l'architecture elle-même, qui, ensemble constituent l'épine dorsale du système. Les modèles de données de ces composants d'architecture sont très stables, ou rendus stables grâce à une définition du modèle générique. En effet ces modèles concernent des invariants : identification des personnes et objets, identification des événements de leurs parcours et cycles de vie. Les modèles de données sont simples, canoniques, non imbriqués.
- Les composants hors architecture qui s'assemblent à l'épine dorsale en utilisant une bibliothèque d'intégration de données[1], permettant une grande variété d'interfonctionnements (mode fichier, bus de messages, API, ...). Cet assemblage est une construction de type Lego de composants, associant les applications historiques, les progiciels de gestion intégré (PGI alias ERP), et les services, les microservices.

L'épine dorsale est constituée en associant au moins deux figures de style typiques, dédiées aux données de référence :
- Les référentiels de données, ou données de référence statiques, dont la gestion est connue sous le vocable de GDR, ou MDM en anglais,
- Les données de références dynamiques, gérées, tracées et historisées dans des "puits de données" et qui mémorisent les échanges et interactions dynamiques partagées.

Cette architecture est implémentée sur un socle technique qui facilite l'intégration et les différents types d'interfonctionnements, y compris les accès par "API") quelle que soit l'architecture technique native des applications historiques, des services et composants à intégrer (intégration non intrusive).

## Flexibilité
L'architecture flexible permet les évolutions sans remise en cause, ni effet cliquet :
- technologiques : choix historiques d'architecture technique, en particulier au sein du patrimoine SI existant, options de nouvelle architecture (lacs de données, ...),
- des périmètres d'organisation interne de l'entreprise, permettant les variantes et reformes sans remise en cause des systèmes d'information,
- de la répartition des rôles le long des chaînes de valeur, au sein de l'écosystème où opère l'entreprise, permettant les scénarios d'évolution des canaux, l'ouverture de partenariat, la désintermédiation...
- de l'extension des transformations aux transformations numériques, au monde connecté, aux réseaux sociaux, à l'Internet des objets.

## Paradigme
Le paradigme de l'architecture flexible diffère de celui de l'architecture d'entreprise.
La conception se limite aux seuls composants d'architecture, constituant une épine dorsale, et n'a pas l'ambition de modéliser en détail l'ensemble du système, Il ne s'agit pas de produire des cartographies, préconisations, règles documentaires, mais d'aboutir à des composants opérationnels. De plus, la démarche est fondamentalement non intrusive et incrémentale, évitant les migrations lourdes et traumatisantes, au sein du logiciel, et des processus, pratiques, cultures qui dépendent du logiciel (vécu utilisateur, client...).
La démarche est aussi fondamentalement prospective, orientée vers l'avenir, technologique, et Business, pour que l'architecture soit un avantage concurrentiel, et non un frein aux évolutions, voire aux ruptures stratégiques. La modélisation de la subsidiarité est systématique, afin de permettre une extension souple de l'architecture en autant de fractales, ou son repli, en fonction des besoins, par exemple des impératifs de sécurité ou de confidentialité.

## Domaine d'application
L'architecture flexible s'applique par domaine de l'entreprise, fondée sur les mêmes principes, mais avec des composants spécifiques à chaque domaine : relation client, chaîne logistique, production de services, fabrication... Elle est ainsi l'élément central pour intégrer les relations multicanal, les lacs de données, les plateformes de mobilité, celle de l'internet des objets.
Ce type d'architecture est conçu pour permettre à l'entreprise d'adapter son SI aux évolutions de ses enjeux : ouverture à des partenariats, désintermédiation, transformation numérique... Elle peut être mise en œuvre rapidement, sans à-coup, en utilisant les routines d'intégration de données et l'historisation dans des puits de données, par migration douce.
La mise en œuvre est progressive, par une démarche incrémentale (POC, extension par domaine, etc.), permettant d'éviter les grands projets, et de réduire les risques.